# Atomi Shuri
Atomi Shuri (跡美 しゅり (Tích-Mĩ Chu-Lý) 6 tháng 10 năm 1995 –) là một thần tượng áo tắm và nữ diễn viên khiêu dâm người Nhật Bản. Cô thuộc về công ty Bambi Promotion. Cô đến từ Tokyo.

## Sự nghiệp
Cô cùng 6 nữ diễn viên phim khiêu dâm cùng công ty (Atomi Shuri, Hirose Umi, Miyazaki Aya, Hitomi Madoka, Mizusawa Riko, Kitagawa Yuzu, Kanade Miyu) tạo thành một nhóm idol "Harajuku ☆ Bambina". Tháng 10/2016, họ ra mắt đĩa CD đầu tay "Fantasmile! / FairyMagic". Biệt hiệu quảng cáo khi làm idol của cô là "Nữ hoàng của mọi người".
8/7/2017, cô thông báo trên trang Twitter rằng mọi hoạt động trong ngành phim khiêu dâm của cô sẽ dừng lại và cô sẽ tốt nghiệp nhóm "Harajuku ☆ Bambina" trong một buổi phát trực tiếp vào ngày 4/8.
9/3/2018, cô thông báo trên trang Twitter chính thức sẽ tiếp tục hoạt động trong ngành phim khiêu dâm từ tháng hai.
Tháng 11/2020, nhóm idol "Mippyina" được thành lập. Cô sẽ là thành viên và nhà sản xuất của nhóm.
1/6/2021, cô thông báo sẽ rời ngành phim khiêu dâm trên kênh "Shuri-pero Channel". Tuy vậy cô sẽ vẫn tiếp tục hợp đồng với công ty chủ quản và sẽ tiếp tục các hoạt động tarento, bao gồm hoạt động trên chính kênh đó và trong nhóm "Mippyina".
Tháng 8/2021, cô xếp thứ 11 trong "Bảng xếp hạng FLASH 2021 diễn viên nữ gợi cảm chọn bởi 300 độc giả".

## Đời tư
Cô ban đầu học ở trường nghệ thuật.
Lý do cô làm diễn viên khiêu dâm rất khó nghe: "Mình muốn làm một công việc mà làm cho người đàn ông phải khốn khổ lên xuống."  Cô ứng tuyển công việc ở văn phòng, và vào buổi phỏng vấn với nhà sản xuất, nhà sản xuất bảo cô nên tự nhiên như thường, nhưng vì cô không được giao nhiều việc mạnh mẽ, cô lại phóng đại vẻ S (bạo lực) của mình và đã vượt qua buổi phỏng vấn. Chính vì điều này, cô đã ra mắt phim "Tôi sẽ cho các bạn mượn một cô gái mới chưa có kinh nghiệm lần đầu". Trong phim đó, cô đã tấn công nam diễn viên và chỉ thở hổn hển trong 2 giây. Ngoài đời, bạn trai cô đã phải bò vào ngày thứ hai hẹn hò với cô. Vì vậy, một trong những hành động yêu thích của cô là cú đá vàng (ひとつは金蹴り), tức là đá thẳng vào cơ quan sinh dục nam của người đàn ông.
Cô đã gặp một nữ diễn viên khác, Mukai Ai, người có thể chấp nhận mọi thứ cô làm khi diễn, và sự S (bạo lực) của cô chủ yếu là ở câu nói "Cậu chấp nhận được bao nhiêu (bạo lực) của tôi?".
Từ khi ra mắt ngành phim khiêu dâm, công việc chính của cô là học hành và phim khiêu dâm chỉ là sở thích, nhưng nhà văn Ōki Tengu giải thích rằng cô là "một người có sự quyết đoán về những gì cô muốn vì cô rất thích làm việc này và coi nó là sở thích".